# نرج‌آباد
نرج‌آباد یکی از روستاهای استان آذربایجان شرقی است که در دهستان قره‌ناز بخش مرکزی شهرستان مراغه واقع شده‌است.
نام محلی روستا نراوا می‌باشد